# Commandant Dumont
Pour les articles homonymes, voir Héraud.
Paul Héraud, né le 25 mai 1906 à Saint-Victor-la-Coste (Gard) et mort le 9 août 1944 à Tallard, est un résistant français, Compagnon de la Libération à titre posthume par décret du 19 octobre 1945. 

## Biographie
Il est le dernier né de cinq enfants. En 1915, son père installe son atelier de menuiserie à Gap où Paul Héraud suit des études à l'école communale de la place de Verdun. Il obtient son brevet élémentaire à 15 ans.
Paul Héraud apprend le métier d'artisan chaisier et devient alpiniste passionné souvent solitaire, épris de la montagne, il réussit les ascensions les plus difficiles[réf. nécessaire]. Il est estimé et aimé de tous pour sa charité et son courage[réf. nécessaire].
Il fait son service militaire au 4e régiment du Génie, à Grenoble. Rappelé en 1939, comme sergent de réserve, il assure le commandement d'une compagnie du Génie au col du Lautaret.
Paul Héraud se révèle vite comme une forte personnalité : « La France envahie : la liberté se meurt, un chef ne s'improvise pas, il se révèle ».[réf. nécessaire]
Dès l'hiver 1940, il pose le problème : « On ne peut pas rester ainsi, il faut faire quelque chose »
Il étudie des livres techniques et acquiert des connaissances militaires, un sens tactique. Il s'applique à redresser les esprits et à préparer une mentalité résistante. Il est en relation avec le général Cyvoct commandant la subdivision de Gap, en vue de la préparation d'une armée clandestine mais, ce dernier étant muté, le projet n'aboutit pas.
En 1942, il prend contact avec le mouvement de résistance Combat. Le responsable local Pascal, professeur révoqué par Vichy, lui confie la création de Groupes Francs, avec Étienne Moreaud. 
Début 1943, les organisations Combat, Libération et Franc-Tireur fusionnent dans ce qui devient les Mouvements unis de la Résistance (MUR), Paul Héraud  va alors va s'occuper de l'organisation militaire du département avec le commandant Ricard. Le département est divisé en secteurs, chaque secteur a son chef et son maquis. Il crée une école des cadres et la mise en place de formation pour les maquisards.
En 1943, il coordonne l'activité des Groupes francs, Maquis et "Fer" et en octobre, il est nommé chef régional et adjoint du responsable des parachutages. Puis il est nommé adjoint au Colonel Bayard, chef régional Groupe-Franc de R2 (le commandement régional de Marseille du mouvement Combat). Il organise et participe personnellement au sabotage d'usines dans la région de Marseille, d'Aix-en-Provence et de Gardanne.
En 1944, il est chef départemental des Forces françaises de l'intérieur (FFI), désormais connu sous le nom de commandant Dumont. Homme d'action, on le voit conduire des opérations très audacieuses, comme la mise hors service des usines de l'Argentière. La destruction de dépôts de locomotives, sabotages, réceptions de parachutages, etc.
Le 9 août 1944, à l'arrière sur la moto de son agent de liaison, le gendarme Marius Meyere, il tombe sur une colonne allemande, au lieu-dit le Logis neuf, près de Tallard. Alors que les Allemands veulent le fouiller, il parvient à s'enfuir alors que son compagnon est abattu sur place. Il se cache quelques centaines de mètres plus loin mais alors qu'il tente de rejoindre une maison, il est repéré et abattu. 

## Décorations
- Chevalier de la Légion d'honneur
- Compagnon de la Libération par décret du 19 octobre 1945[2]
- Croix de guerre 1939–1945